# オルガ・ヴィジンガー＝フローリアン
オルガ・ヴィジンガー＝フローリアン（Olga Wisinger-Florian、1844年11月1日 - 1926年2月27日）はオーストリアの画家である。風景画や花などの静物画を描いた。19世紀末のオーストリアで流行した「情趣的印象主義」のスタイルの代表的画家である。

## 略歴
ウィーンで生まれた。19歳から絵の個人教授を受けるが、あまり上達を見せなかったので、両親の勧めで有名なピアノ教師、ユリウス・エプシュタインにピアノを習い、1868年から5年ほどピアニストとして活動し、ある程度成功したが、手のケガでピアニストを引退しなければならなかった。
30歳で絵の修行を再開し、はじめアウグスト・シェーファーに学び、1880年から、「情趣的印象主義」の中心的な画家、エミール・ヤーコプ・シンドラーに学び、シンドラーらと写生旅行を行った。35歳でキュンストラーハウスで開かれた展覧会に出展した。1880年代後半には、オルガの絵のスタイルはシンドラーから離れ、独自のスタイルに移っていった。ウィーン分離派の展覧会にも出展した。パリや1893年のシカゴ万国博覧会の「女性館」などにも出展し、国際的な評価を得た。オルガの作品は皇帝フランツ・ヨーゼフ1世に買い上げられ、1905年には国家金賞（Große Goldene Staatsmedaille）も受賞した。
ウィーンで死去した。ウィーン中央墓地に眠る。

## 作品

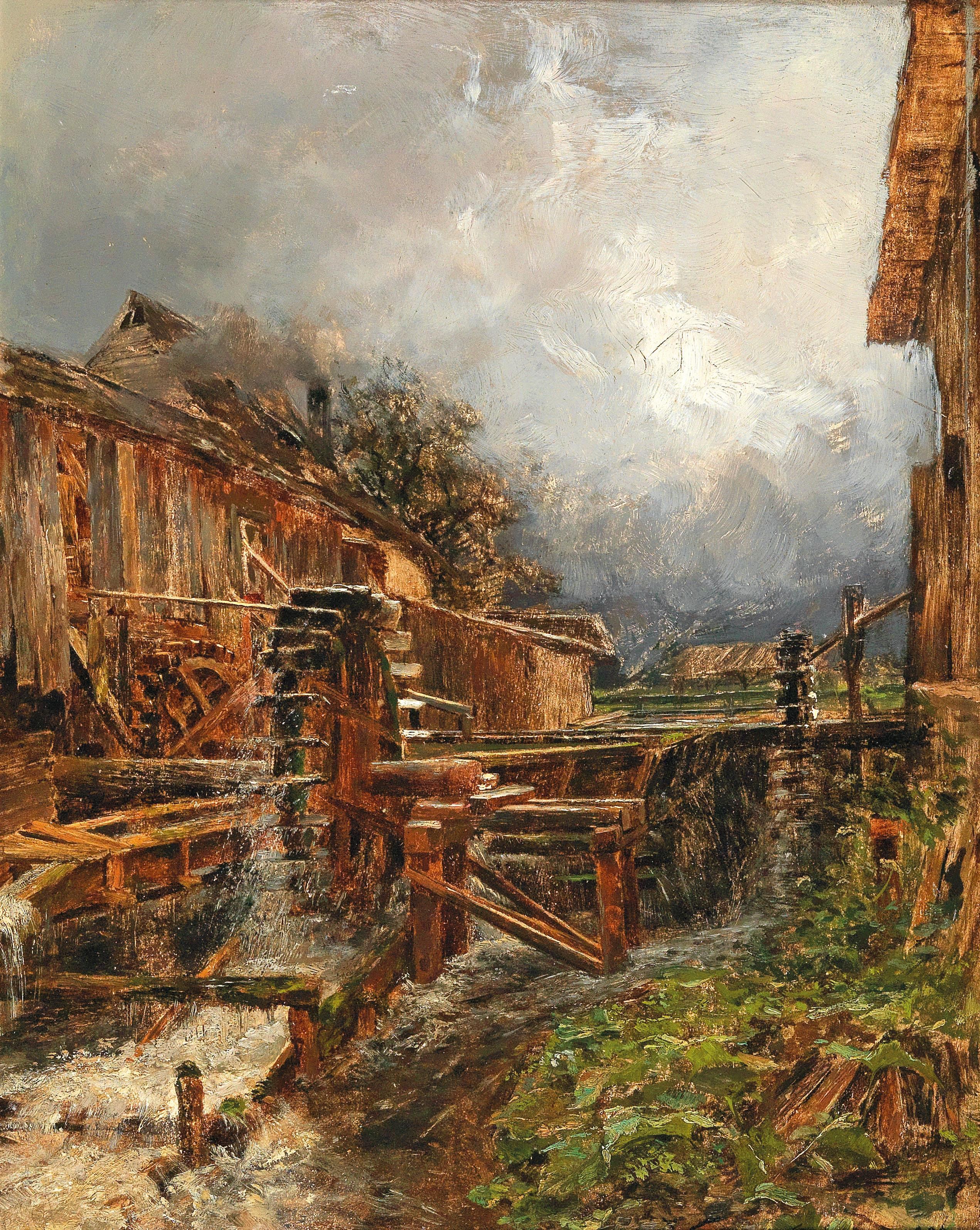
Goisernの水車(1880)
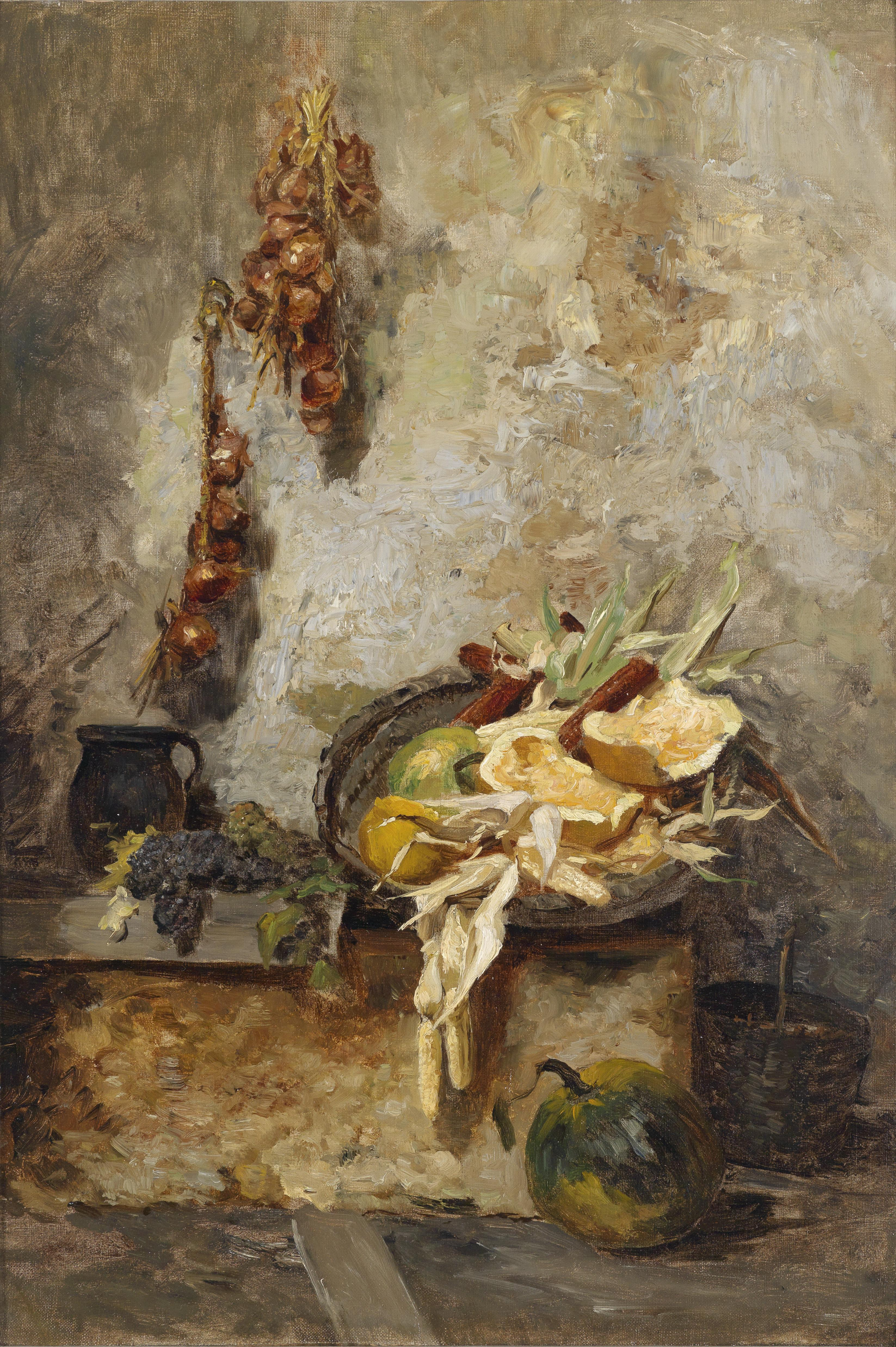
野菜のある静物画 (c.1900)
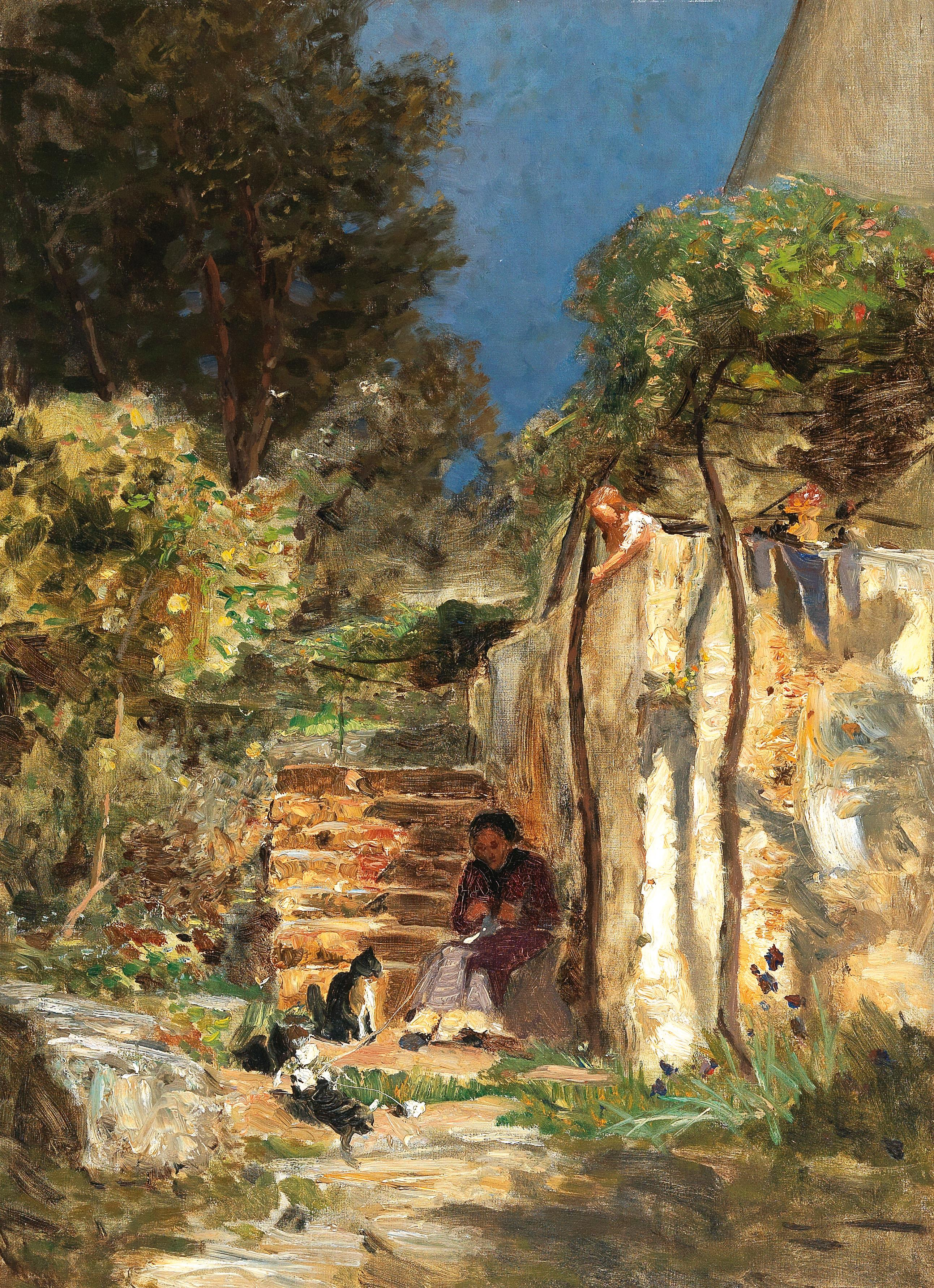
陽だまりで遊ぶ子猫
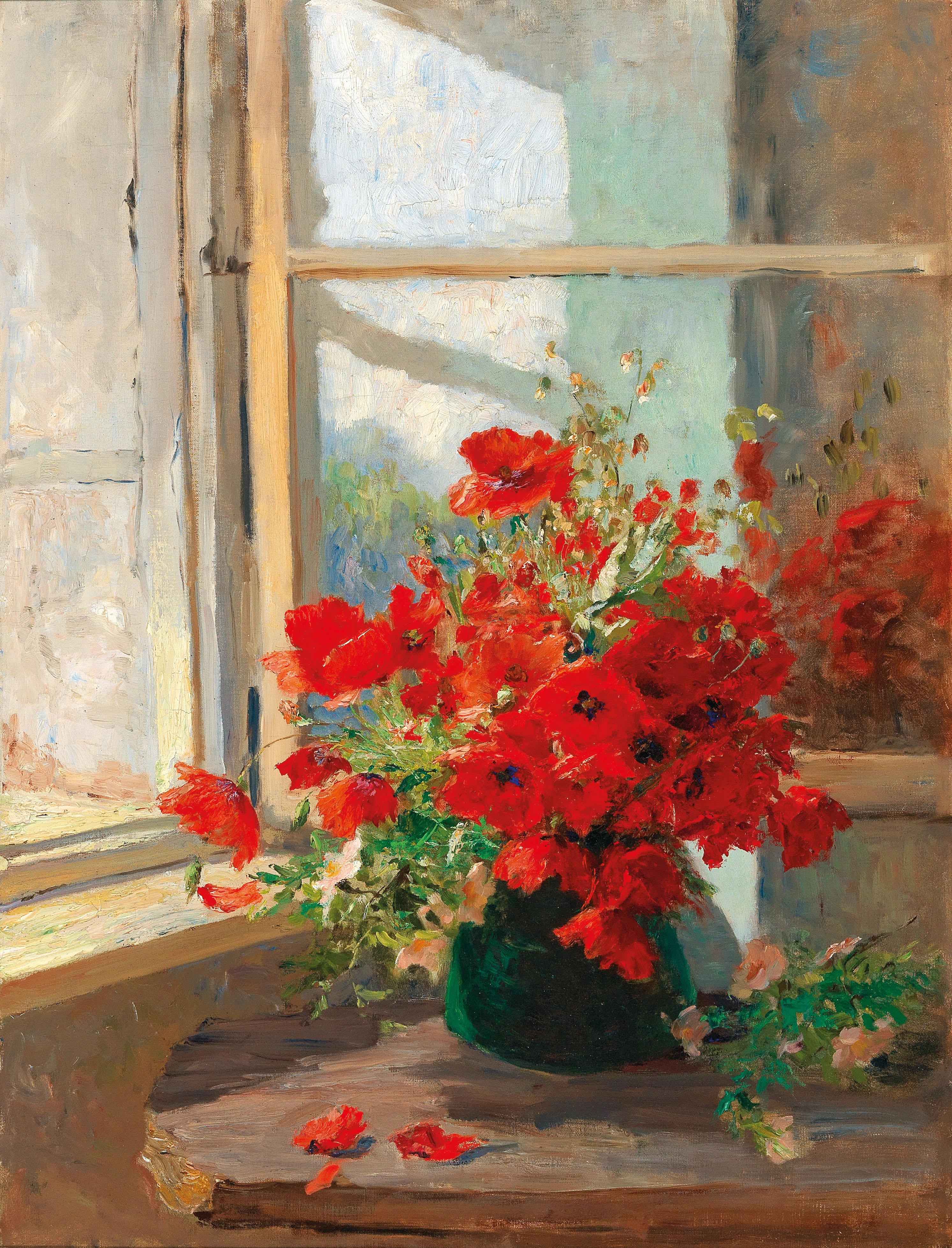
窓際のケシの花束

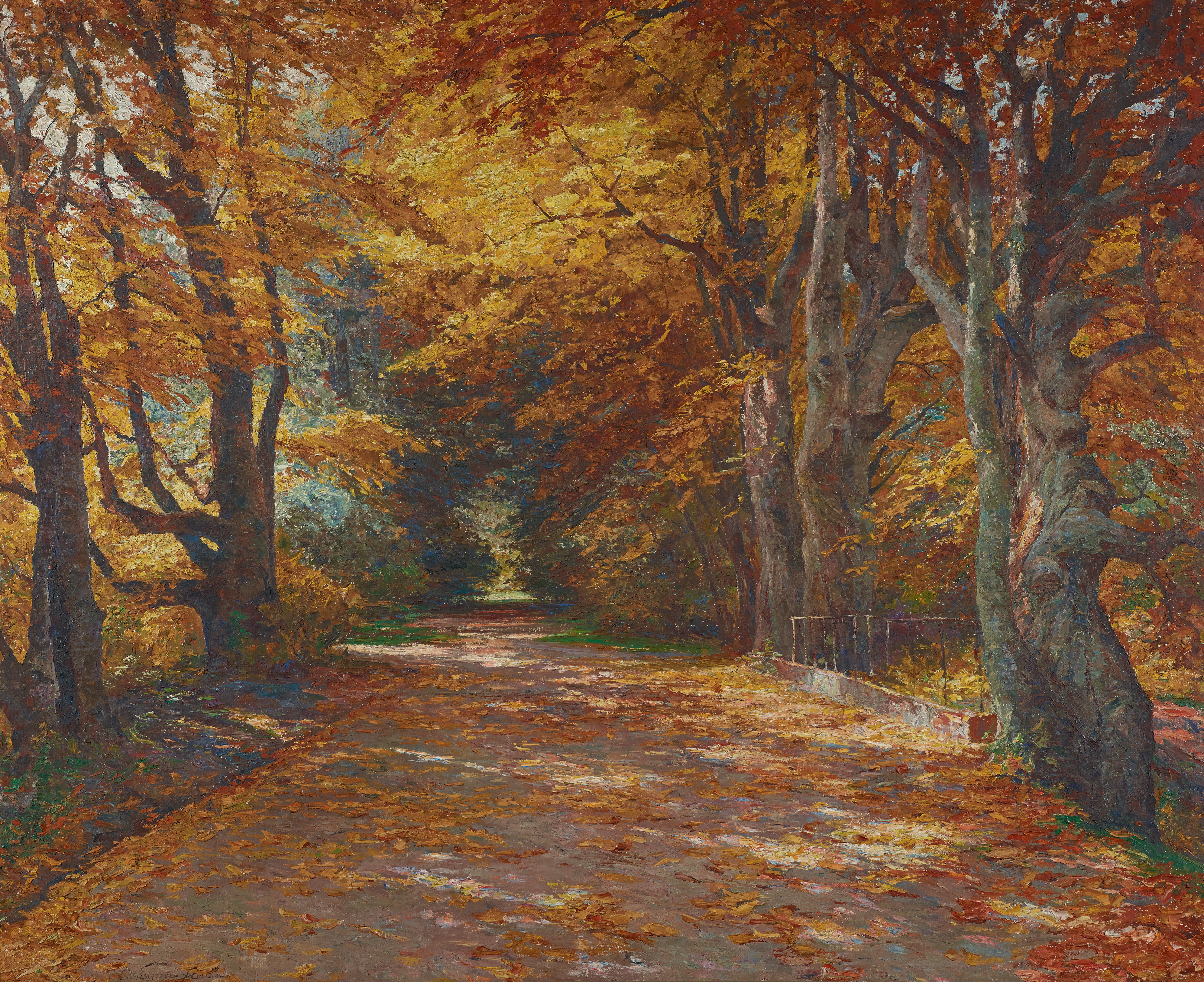
秋のPraterallee(c.1900)
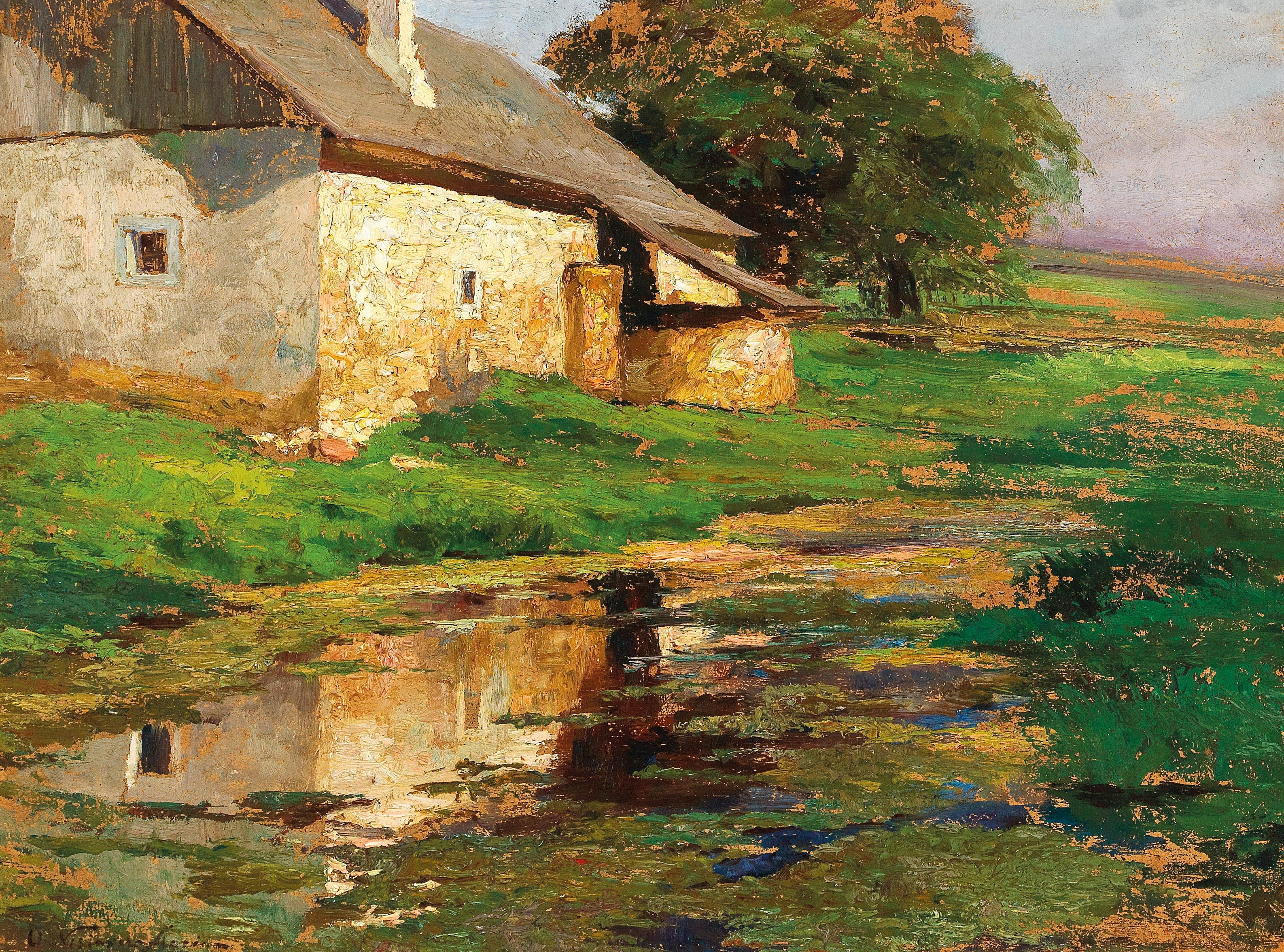
裏庭の池 (c.1902)
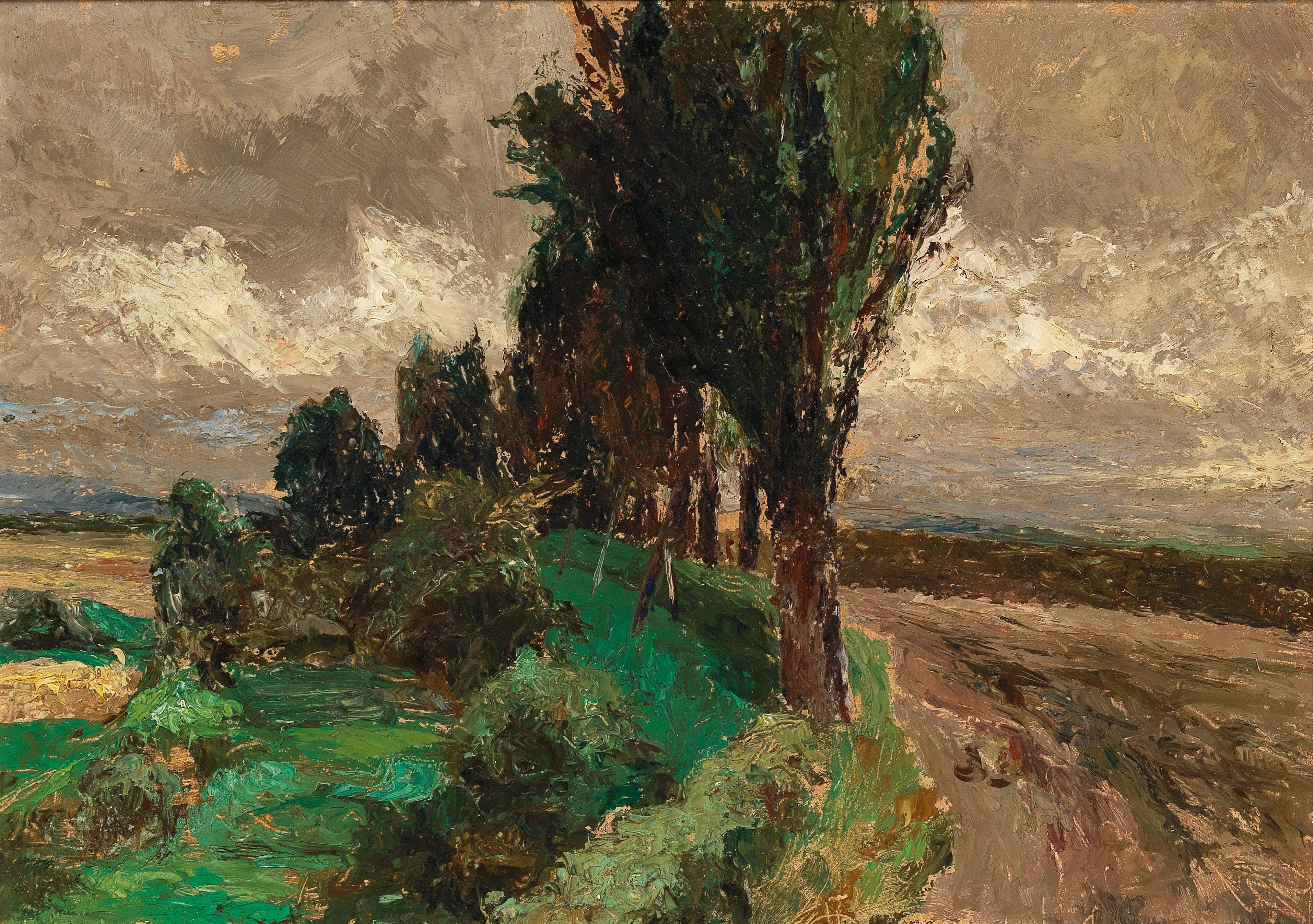
ポプラの通り